# Grabowiec (szczyt)
Grabowiec (niem. Gräber-Berg, Kräberberg, również Kräbenberg, 784 m n.p.m.) – szczyt w Karkonoszach, w obrębie Pogórza Karkonoskiego.
Leży w grzbiecie odchodzącym na północny wschód od Czarnej Góry. W grzbiecie tym wznoszą się, kolejno: Czoło, Grabowiec i Głaśnica.
Zbudowany z granitu karkonoskiego w odmianie porfirowatej, z żyłami porfiru. Pod szczytem i na zboczach liczne skałki, zarówno granitowe jak i porfirowe, a także liczne bloki. Najokazalsze noszą nazwy Mała, Ostra i Patelnia. Ostatnia z nich w formie płaskiego bloku o wysokości ok. 10 metrów, dostępnego wykutymi w skale schodkami, stanowi punkt widokowy na Karkonosze. Na skałkach z rzadka spotyka się kociołki wietrzeniowe. Na zachodnim zboczu znajduje się kaplica św. Anny wraz z Dobrym Źródłem.
Na wschód od Grabowca leży Miłków (województwo dolnośląskie), a na północny zachód Sosnówka  (powiat karkonoski).

## Szlaki turystyczne
Pod szczytem Grabowca przechodzi szlak turystyczny:
- z Mysłakowic do Karpacza.